# Saison 1977-1978 de l'Amicale de Lucé
Maillots
Chronologie
Saison 1976-1977 Saison 1978-1979
La saison 1977-1978 de l'Amicale de Lucé constitue le second exercice sportif du club en deuxième division.
L'équipe est dirigée par André Grillon, ex-international français. La population locale s'identifie à cette équipe qui comporte une partie de joueurs locaux comme le meilleur buteur Dominique Dufoix, Yann Roux et Richard Gisbert ainsi que d'autres présents depuis plusieurs saisons tels que Farid Boudebza et  Antoine Corgiatti. Ces joueurs sont entourés de quelques footballeurs plus expérimentés comme les défenseurs Bernard Goueffic et Branko Kostic ou le milieu de terrain Hervé Guermeur.
La huitième place obtenue cette saison-ci intervient après la quatrième place obtenue en 1976-1977 en tant que promu. Pour cette nouvelle saison de Division 2, l'Amicale vise un nouveau maintien. Après une onzième place acquise en 1978-1979, Lucé est relégué au terme de l'exercice 1979-1980 qui marque le début du déclin sportif du club jusque dans les années 2000.
À défaut de résultats probants en championnat, l'équipe effectue le plus long parcours de l'histoire du club en Coupe de France. En seizième de finale, Lucé hérite du FC Nantes, champion de France en titre. Après un match aller inversé et perdu d'une courte marge (2-1) à l'extérieur, le match retour crée un émoi jamais vu avant, ni revu depuis, sur l'agglomération chartraine. Plus de 10 000 personnes assistent au match au stade Jean-Boudrie, qui bat son record d'affluence, mais voit le parcours s'arrêter à ce niveau (1-3).

## Contexte

### Saison précédente
L'Amicale de Lucé surprend lors de la saison précédente en terminant quatrième de Division 2 en tant que promu et tenant même la seconde place, promouvant en D1, durant trois journées.

### Transferts
Hervé Guermeur et le yougoslave Branislav Kostić rejoignent notamment l'Amicale de Lucé à l'été 1977.
| Nom               | Destination / provenance |
| Départs           | Départs                  |
| ----------------- | ------------------------ |
| Alain Braun       |                          |
| André-Marie Gumez | Douai                    |
| Charles Léa Eyoum | SM Caen                  |
| Joël Prou         | retraite                 |
| Arrivées          |                          |
| Didier Bourrelier | INF Vichy                |
| Hervé Guermeur    | Stade rennais FC         |
| Branko Kostic     | Stade lavallois          |
| Pascal Leroy      |                          |
| Thierry Leroy     |                          |

## Joueurs et encadrement

### Encadrement
Le club est dirigé par Jacques Toutay, le président, et son frère Jean, directeur sportif. 
À la suite du départ en cours de saison de Bernard Chiarelli, remplacé par le joueur Bernard Goueffic jusqu'au terme de l'exercice 1976-1977, les dirigeants cherchent un nouvel entraîneur. L'ex-international français ayant notamment fait monter l'Amiens SC en D2, André Grillon est choisi.

## Compétitions

### Championnat
Pour la saison 1977-1978, avec André Grillon sur le banc, l'Amicale doit attendre son quatrième match pour marquer son premier but par Dominique Dufoix et une victoire à l'extérieur, battant le Stade quimpérois (1-0). Entre-temps les Verts connaissent deux matchs nuls 0-0 à domicile et une défaite 5-0 à Lille. 
Cinq victoires en sept journées permettent à l'équipe de remonter au classement et d'avoir un bilan de cinq succès, trois nuls et deux défaites après les dix premières journées. Vient ensuite une série de quatre défaites entre fin octobre et mi-novembre qui noircie le tableau. Dufoix est alors le seul buteur lucéen durant trois matchs consécutifs permettant d'obtenir deux victoires (1-0) à Gueugnon et contre Poissy puis de réduire une défaite à Limoges (2-1). 
Après deux larges victoires en Coupe de France, Lucé reprend le championnat par une défaite chez le futur barragiste de promotion, le Paris FC (3-0). L'Amicale ne remporte pas une rencontre de D2 avant mi-mars avec quatre matchs nuls consécutifs puis une défaite à la dernière minute chez l'avant-dernier l'US Nœux-les-Mines (1-0). L'ALF enchaîne avec un second déplacement, chez le dernier SM Caen et renoue avec le succès (1-2). 
Outre un nouveau revers parisien 3-0 chez le Red Star, Lucé ne perd plus jusqu'au terme du championnat avec quatre victoires (dont deux sur Tours et Gueugnon, mieux classés), cinq nuls et une défaite lors des dix dernières journées. 
Durant tout le championnat, jamais les Lucéens ne marquent plus de deux buts dans un même match. Ils terminent l'exercice avec la seizième attaque du groupe B (26 buts en 34 matchs), moins bien que Caen, dernier au classement général. Malgré tout, après avoir fini l'année sur six matchs sans défaite, le club eurélien finit à la huitième place en concédant moins de défaites et de buts que la saison précédente.
| Place | Club                | Pts | MJ | V  | N  | D  | Bp | c  | Diff |
| ----- | ------------------- | --- | -- | -- | -- | -- | -- | -- | ---- |
| 1     | Lille OSC           | 51  | 34 | 21 | 9  | 4  | 75 | 28 | +47  |
| 2     | Paris Football Club | 49  | 34 | 20 | 9  | 5  | 71 | 25 | +46  |
| 3     | Red Star            | 47  | 34 | 20 | 7  | 7  | 58 | 33 | +25  |
| 4     | USL Dunkerque       | 43  | 34 | 17 | 9  | 8  | 66 | 34 | +32  |
| 5     | Tours FC            | 41  | 34 | 17 | 7  | 10 | 58 | 44 | +14  |
| 6     | FC Gueugnon         | 40  | 34 | 16 | 8  | 10 | 52 | 39 | +13  |
| 7     | AS Angoulême        | 36  | 34 | 12 | 12 | 10 | 46 | 36 | +10  |
| 8     | Amicale de Lucé     | 35  | 34 | 11 | 13 | 10 | 26 | 38 | -12  |
| 9     | LB Châteauroux      | 33  | 34 | 10 | 13 | 11 | 38 | 38 | 0    |

Victoire à 2 points

#### Évolution au classement
Après un départ mitigé, l'Amicale de Lucé connaît sa seule journée en position de relégable après le deuxième match. Sa série de cinq victoires en huit rencontres lui permet de se hisser jusqu'à la cinquième place au terme de la dixième journée, son meilleur classement de la saison.
Les quatre défaites consécutives font retomber Lucé en milieu de tableau où elle reste jusqu'à la fin du championnat oscillant entre la douzième et la huitième place à laquelle elle conclut la saison.
| Journée   | 01 | 02 | 03 | 04 | 05 | 06 | 07 | 08 | 09 | 10 | 11 | 12 | 13 | 14 | 15 | 16 | 17 | 18 | 19 | 20 | 21 | 22 | 23 | 24 | 25 | 26 | 27 | 28 | 29 | 30 | 31 | 32 | 33 | 34 | Nbr de journées promu | Nbr de journées relégable |
| --------- | -- | -- | -- | -- | -- | -- | -- | -- | -- | -- | -- | -- | -- | -- | -- | -- | -- | -- | -- | -- | -- | -- | -- | -- | -- | -- | -- | -- | -- | -- | -- | -- | -- | -- | --------------------- | ------------------------- |
| Résultats | N  | D  | N  | V  | V  | D  | V  | V  | N  | V  | D  | D  | D  | D  | V  | V  | D  | N  | D  | N  | N  | N  | N  | D  | V  | N  | V  | D  | N  | N  | V  | V  | N  | N  | -                     | -                         |
| Nbr pts   | 1  | 1  | 2  | 4  | 6  | 6  | 8  | 10 | 11 | 13 | 13 | 13 | 13 | 13 | 15 | 17 | 17 | 18 | 18 | 19 | 20 | 21 | 22 | 22 | 24 | 25 | 27 | 27 | 28 | 29 | 31 | 33 | 34 | 35 | -                     | -                         |
| Rang      | 12 | 18 | 15 | 10 | 9  | 10 | 8  | 7  | 7  | 5  | 9  | 10 | 10 | 10 | 10 | 9  | 10 | 11 | 11 | 10 | 10 | 11 | 12 | 12 | 10 | 10 | 10 | 10 | 10 | 10 | 10 | 8  | 8  | 8  | 0                     | 1                         |

### Coupe de France
L'Amicale de Lucé fait son entrée à l'occasion du sixième tour en Coupe de France. Elle y élimine le club de Lagny-sur-Marne  accueilli au Stade Jean-Boudrie (5-1). Les Lucéens étrillent ensuite l'AS Police Paris à l'extérieur (0-9). En 32e de finale, l'Amicale tombe sur une équipe de sa poule en championnat, l'US Nœux-les-Mines. Le score est de 2-0 en faveur de Lucé à la mi-temps avant que les visiteurs ne craquent en fin de rencontre, donnant de la largeur au score (9-0).
Le tirage au sort désigne le FC Nantes, champion de France en titre et alors troisième de D1, comme adversaire en seizième de finale. Lucé est censé accueillir à l'aller mais la neige fait inverser les rencontres par la FFF. À Nantes, les Canaris ouvrent le score à la 22e minute avant que Yann Roux n'égalise d'une frappe de trente mètres dans la lucarne, cinq minutes plus tard. Le reste de la partie est équilibré mais, peu après l'heure de jeu, Amisse offre une courte victoire aux Nantais (2-1).L'entraîneur nantais Jean Vincent déclare alors « Notre match retour ne devra pas être pris à la légère ».
À Lucé, mais aussi à Chartres, on ne parle que du match retour. Face à onze internationaux, les locaux cèdent au bout de seulement cinq minutes avant d'égaliser, à nouveau au bout de cinq minutes, sur un coup franc d'André Roland. Un penalty avant la mi-temps et un nouveau but d'Amisse à l'heure de jeu scellent le match (1-3).
| 6e tour          | Amicale de Lucé   | 5 – 1 | Lagny-sur-Marne |                                                        |                                                        |
| 18 décembre 1977 | ? · ? · ? · ? · ? |       | ?               | Stade Jean-Boudrie, Lucé Spectateurs : ? Arbitrage : ? | Stade Jean-Boudrie, Lucé Spectateurs : ? Arbitrage : ? |
| 18 décembre 1977 | rapport           |       |                 | Stade Jean-Boudrie, Lucé Spectateurs : ? Arbitrage : ? | Stade Jean-Boudrie, Lucé Spectateurs : ? Arbitrage : ? |

| 7e tour        | AS Police Paris | 0 – 9 | Amicale de Lucé                   |                                             |                                             |
| 8 janvier 1978 |                 |       | ? · ? · ? · ? · ? · ? · ? · ? · ? | stade inconnu Spectateurs : ? Arbitrage : ? | stade inconnu Spectateurs : ? Arbitrage : ? |
| 8 janvier 1978 | rapport         |       |                                   | stade inconnu Spectateurs : ? Arbitrage : ? | stade inconnu Spectateurs : ? Arbitrage : ? |

| 32e de finale   | Amicale de Lucé                                                                         | 6 – 0   | US Nœux-les-Mines (D2) |                                                                              |                                                                              |
| 29 janvier 1978 | Yann Roux 20e · Raynald Guegain 34e 76e · Dominique Dufoix 74e · Hervé Guermeur 78e 89e | (2 – 0) |                        | Stade Jean-Boudrie, Lucé Spectateurs : 883 Arbitrage : Jean-Claude Bourgeois | Stade Jean-Boudrie, Lucé Spectateurs : 883 Arbitrage : Jean-Claude Bourgeois |
| 29 janvier 1978 | rapport                                                                                 |         |                        | Stade Jean-Boudrie, Lucé Spectateurs : 883 Arbitrage : Jean-Claude Bourgeois | Stade Jean-Boudrie, Lucé Spectateurs : 883 Arbitrage : Jean-Claude Bourgeois |

| 16e de finale aller | FC Nantes (D1) | 2 – 1   | Amicale de Lucé |                                                                            |                                                                            |
| 22 février 1978     | Rampillon 23e · Amisse 65e | (1 - 1) | 28e Roux | Stade Marcel-Saupin, Nantes Spectateurs : 7 000 Arbitrage : Gabriel Besory | Stade Marcel-Saupin, Nantes Spectateurs : 7 000 Arbitrage : Gabriel Besory |
| 22 février 1978     | rapport |         | | Stade Marcel-Saupin, Nantes Spectateurs : 7 000 Arbitrage : Gabriel Besory | Stade Marcel-Saupin, Nantes Spectateurs : 7 000 Arbitrage : Gabriel Besory |
| 22 février 1978     | Desrousseaux - Michel, Bossis, Rio, Tusseau, Van Straelen (puis Bidard 70'), Rampillon, Sahnoun, Baronchelli (puis Lacombe 61'), Amisse, Pécout | Équipes | Bernhard - Kostic, Plissonneau, Goueffic, Guermeur, Gisbert, Guegain, Dufoix, Roland, Roux (puis Massot 85'), Boudebza | Stade Marcel-Saupin, Nantes Spectateurs : 7 000 Arbitrage : Gabriel Besory | Stade Marcel-Saupin, Nantes Spectateurs : 7 000 Arbitrage : Gabriel Besory |

| 16e de finale retour            | Amicale de Lucé                                                                                      | 1 – 3   | FC Nantes (D1)                                                                                   |                                                                               |                                                                               |
| 22 février 1978 25 février 1978 | Roland 12e                                                                                           | (1 - 1) | 5e Pécout · 38e (pen.) Rio · 66e Amisse                                                          | Stade Jean-Boudrie, Lucé Spectateurs : 9 788 Arbitrage : Ottorino Di Bernardo | Stade Jean-Boudrie, Lucé Spectateurs : 9 788 Arbitrage : Ottorino Di Bernardo |
| 22 février 1978 25 février 1978 | rapport                                                                                              |         |                                                                                                  | Stade Jean-Boudrie, Lucé Spectateurs : 9 788 Arbitrage : Ottorino Di Bernardo | Stade Jean-Boudrie, Lucé Spectateurs : 9 788 Arbitrage : Ottorino Di Bernardo |
| 22 février 1978 25 février 1978 | Bernhard - Kostic, Plissonneau, Goueffic, Guermeur, Gisbert, Guegain, Dufoix, Roland, Roux, Boudebza | Équipes | Desrousseaux - Michel, Bossis, Rio, Tusseau, Bidard, Rampillon, Sahnoun, Lacombe, Amisse, Pécout | Stade Jean-Boudrie, Lucé Spectateurs : 9 788 Arbitrage : Ottorino Di Bernardo | Stade Jean-Boudrie, Lucé Spectateurs : 9 788 Arbitrage : Ottorino Di Bernardo |

### Calendrier complet
| Calendrier de la saison 1977-1978 de l'Amicale de Lucé | Calendrier de la saison 1977-1978 de l'Amicale de Lucé | Calendrier de la saison 1977-1978 de l'Amicale de Lucé | Calendrier de la saison 1977-1978 de l'Amicale de Lucé | Calendrier de la saison 1977-1978 de l'Amicale de Lucé | Calendrier de la saison 1977-1978 de l'Amicale de Lucé |
| Date                                                   | Compétition                                            | Domicile                                               | Score                                                  | Extérieur                                              | Buteurs lucéens                                        |
| ------------------------------------------------------ | ------------------------------------------------------ | ------------------------------------------------------ | ------------------------------------------------------ | ------------------------------------------------------ | ------------------------------------------------------ |
| 13/08/1977                                             | Division 2 - groupe B - Journée1                       | Lucé                                                   | 0 - 0                                                  | Châteauroux                                            | -                                                      |
| 20/08/1977                                             | D2 - grp. B - J2                                       | Lille OSC                                              | 5 - 0                                                  | Lucé                                                   | -                                                      |
| 27/08/1977                                             | D2 - grp. B - J3                                       | Lucé                                                   | 0 - 0                                                  | Paris FC                                               | -                                                      |
| 03/09/1977                                             | D2 - grp. B - J4                                       | Stade quimpérois                                       | 0 - 1                                                  | Lucé                                                   | Dufoix                                                 |
| 10/09/1977                                             | D2 - grp. B - J5                                       | Lucé                                                   | 1 - 0                                                  | EA Guingamp                                            | Massot                                                 |
| 17/09/1977                                             | D2 - grp. B - J6                                       | US Boulogne                                            | 3 - 0                                                  | Lucé                                                   | -                                                      |
| 24/09/1977                                             | D2 - grp. B - J7                                       | Lucé                                                   | 2 - 1                                                  | SM Caen                                                | Massot (2) et Roland                                   |
| 02/10/1977                                             | D2 - grp. B - J8                                       | AS Angoulême                                           | 1 - 2                                                  | Lucé                                                   | ?                                                      |
| 08/10/1977                                             | D2 - grp. B - J9                                       | Lucé                                                   | 0 - 0                                                  | US Nœux-les-Mines                                      | -                                                      |
| 15/10/1977                                             | D2 - grp. B - J10                                      | Lucé                                                   | 2 - 1                                                  | Stade rennais                                          | Guermeur et Massot (3)                                 |
| 22/10/1977                                             | D2 - grp. B - J11                                      | FC Tours                                               | 3 - 1                                                  | Lucé                                                   | Massot (4)                                             |
| 29/10/1977                                             | D2 - grp. B - J12                                      | Lucé                                                   | 0 - 2                                                  | Red Star                                               | -                                                      |
| 05/11/1977                                             | D2 - grp. B - J13                                      | Stade brestois                                         | 2 - 0                                                  | Lucé                                                   | -                                                      |
| 12/11/1977                                             | D2 - grp. B - J14                                      | Lucé                                                   | 0 - 1                                                  | USL Dunkerque                                          | -                                                      |
| 19/11/1977                                             | D2 - grp. B - J15                                      | FC Gueugnon                                            | 0 - 1                                                  | Lucé                                                   | Dufoix (2)                                             |
| 26/11/1977                                             | D2 - grp. B - J16                                      | Lucé                                                   | 1 - 0                                                  | AS Poissy                                              | Dufoix (3)                                             |
| 03/12/1977                                             | D2 - grp. B - J17                                      | Limoges FC                                             | 2 - 1                                                  | Lucé                                                   | Dufoix (4)                                             |
| 10/12/1977                                             | D2 - grp. B - J18                                      | Lucé                                                   | 1 - 1                                                  | Lille OSC                                              | Guegain                                                |
| 18/12/1977                                             | Coupe de France - 6e tour                              | Lucé                                                   | 5 - 1                                                  | Lagny                                                  | ?                                                      |
| 08/01/1978                                             | Coupe de France - 7e tour                              | AS Police Paris                                        | 0 - 9                                                  | Lucé                                                   | ?                                                      |
| 15/01/1978                                             | D2 - grp. B - J19                                      | Paris FC                                               | 3 - 0                                                  | Lucé                                                   | -                                                      |
| 21/01/1978                                             | D2 - grp. B - J20                                      | Lucé                                                   | 1 - 1                                                  | Stade quimpérois                                       | Guermeur (2)                                           |
| 29/01/1978                                             | Coupe de France - 32e de finale                        | Lucé                                                   | 6 - 0                                                  | US Nœux-les-Mines                                      | Roux, Guegain x2 (3), Dufoix (5), Guermeur x2 (4)      |
| 04/02/1978                                             | D2 - grp. B - J21                                      | EA Guingamp                                            | 1 - 1                                                  | Lucé                                                   | Guegain (4)                                            |
| 11/02/1978                                             | D2 - grp. B - J22                                      | Lucé                                                   | 2 - 2                                                  | US Boulogne                                            | Dufoix (6) et Roux (2)                                 |
| 22/02/1978                                             | Coupe de France - 16e de f. aller                      | FC Nantes                                              | 2 - 1                                                  | Lucé                                                   | Roux (3)                                               |
| 25/02/1978                                             | Coupe de France - 16e de f. retour                     | Lucé                                                   | 1 - 3                                                  | FC Nantes                                              | Roland (2)                                             |
| 04/03/1978                                             | D2 - grp. B - J24                                      | Lucé                                                   | 1 - 1                                                  | AS Angoulême                                           | Dufoix (7)                                             |
| 12/03/1978                                             | D2 - grp. B - J25                                      | US Nœux-les-Mines                                      | 1 - 0                                                  | Lucé                                                   | -                                                      |
| 19/03/1978                                             | D2 - grp. B - J23                                      | SM Caen                                                | 1 - 2                                                  | Lucé                                                   | csc et Guermeur (5)                                    |
| 25/03/1978                                             | D2 - grp. B - J26                                      | Stade rennais                                          | 1 - 1                                                  | Lucé                                                   | Dufoix (8)                                             |
| 01/04/1978                                             | D2 - grp. B - J27                                      | Lucé                                                   | 1 - 0                                                  | FC Tours                                               | Guegain (5)                                            |
| 08/04/1978                                             | D2 - grp. B - J28                                      | Red Star                                               | 3 - 0                                                  | Lucé                                                   | -                                                      |
| 15/04/1978                                             | D2 - grp. B - J29                                      | Lucé                                                   | 0 - 0                                                  | Stade brestois                                         | -                                                      |
| 22/04/1978                                             | D2 - grp. B - J30                                      | USL Dunkerque                                          | 2 - 2                                                  | Lucé                                                   | Gisbert x2                                             |
| 29/04/1978                                             | D2 - grp. B - J31                                      | Lucé                                                   | 1 - 0                                                  | FC Gueugnon                                            | Goueffic                                               |
| 06/05/1978                                             | D2 - grp. B - J32                                      | AS Poissy                                              | 0 - 1                                                  | Lucé                                                   | csc                                                    |
| 20/05/1978                                             | D2 - grp. B - J33                                      | Lucé                                                   | 0 - 0                                                  | Limoges FC                                             | -                                                      |
| 27/05/1978                                             | D2 - grp. B - J34                                      | LB Châteauroux                                         | 0 - 0                                                  | Lucé                                                   | -                                                      |

## Statistiques

### Équipe
| \| Bernhard Boudebza Kostić Goueffic Plissonneau Massot Gisbert Roland Guegain Guermeur Dufoix \| Équipe-type de Lucé en 1977-1978. |
| Bernhard Boudebza Kostić Goueffic Plissonneau Massot Gisbert Roland Guegain Guermeur Dufoix                                         |

Lors de cette saison 1977-1978, l'Amicale de Lucé présente des résultats en dents de scie mais suffisants pour s'accrocher au milieu de tableau. Les Euréliens se classent huitième avec un bilan positif de peu : onze victoires, treize matchs nuls et dix défaites.
L'équipe ne perd qu'à deux reprises au stade Jean-Boudrie en championnat. Mais elle y concède aussi neuf matchs nuls en dix-sept journées. À l'extérieur, les Lucéens ramènent cinq victoires mais concèdent plusieurs revers conséquents et encaissent 28 buts au total.
Lors des matchs allers, Lucé ne marque son premier but qu'à la quatrième journée mais présente bilan de cinq succès, trois nuls et deux défaites après les dix premières journées. Une série de quatre défaites entre fin octobre et mi-novembre égalise le tableau avec autant de succès que de revers (sept) mais presque deux fois plus de buts encaissés que marqués (21 pour 12). Lors de la phase retour, l'Amicale gagne moins (seulement quatre fois) mais perd encore moins (trois) avec une différence de buts qui se réduit (14 marqués et 17 encaissés).
| -              | MJ | V  | N  | D  | Bp | Bc | Diff |
| -------------- | -- | -- | -- | -- | -- | -- | ---- |
| Domicile       | 17 | 6  | 9  | 2  | 13 | 10 | +3   |
| Extérieur      | 17 | 5  | 4  | 8  | 13 | 28 | -15  |
| Division 2     | 34 | 11 | 13 | 10 | 26 | 38 | -12  |
| Matchs allers  | 17 | 7  | 3  | 7  | 12 | 21 | -9   |
| Matchs retours | 17 | 4  | 10 | 3  | 14 | 17 | -3   |

### Joueurs

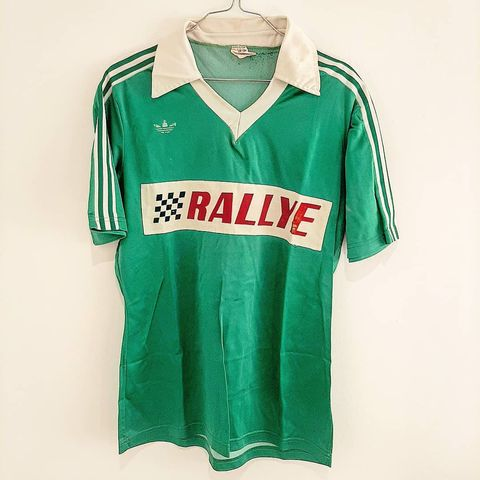
Maillot emblématique des années D2 de Lucé.

Le Patrick Bernhard dispute toutes les rencontres de championnat, soit 34 matchs. Le défenseur Farid Boudebza n'en rate qu'un seul.
Dominique Dufoix est de loin le meilleur buteur de l'équipe avec huit réalisations (sept en D2 et 1 en Coupe de France) devant Raynald Guegain et Hervé Guermeur (3 + 2) et Philippe Massot (4 + 0).
| Statistiques individuelles des joueurs | Statistiques individuelles des joueurs | Statistiques individuelles des joueurs | Statistiques individuelles des joueurs | Statistiques individuelles des joueurs | Statistiques individuelles des joueurs | Statistiques individuelles des joueurs | Statistiques individuelles des joueurs |
| Poste                                  | Joueurs                                | Championnat                            | Championnat                            | Coupe de France                        | Coupe de France                        | Total                                  | Total                                  |
| Poste                                  | Joueurs                                | M                                      | B                                      | M                                      | B                                      | M                                      | B                                      |
| -------------------------------------- | -------------------------------------- | -------------------------------------- | -------------------------------------- | -------------------------------------- | -------------------------------------- | -------------------------------------- | -------------------------------------- |
| G                                      | Patrick Bernhard                       | 34                                     | -                                      | 3                                      | -                                      | 37                                     | 0                                      |
| D                                      | Farid Boudebza                         | 33                                     | -                                      | 3                                      | -                                      | 36                                     | 0                                      |
| D                                      | Bernard Goueffic                       | 32                                     | 1                                      | 3                                      | -                                      | 35                                     | 1                                      |
| D                                      | Branko Kostic                          | 32                                     | -                                      | 3                                      | -                                      | 35                                     |                                        |
| D                                      | Yves Lacaille                          | -                                      | -                                      | -                                      | -                                      | 0                                      | 0                                      |
| D                                      | Yannick Plissonneau                    | 32                                     | -                                      | 3                                      | -                                      | 35                                     | 0                                      |
| D                                      | Patrick Vincent                        | 2                                      | -                                      | -                                      | -                                      | 2                                      | 0                                      |
| M                                      | Ridha Ben Mustapha                     | 17                                     | -                                      | -                                      | -                                      | 17                                     | 0                                      |
| M                                      | Didier Bourrelier                      | 7                                      | -                                      | -                                      | -                                      | 7                                      | 0                                      |
| M                                      | Antoine Corgiatti                      | 3                                      | -                                      | -                                      | -                                      | 3                                      | 0                                      |
| M                                      | Dominique Dufoix                       | 32                                     | 7                                      | 3                                      | 1                                      | 35                                     | 8                                      |
| M                                      | Gérard Gallou                          | 2                                      | -                                      | -                                      | -                                      | 2                                      | 0                                      |
| M                                      | Richard Gisbert                        | 29                                     | 2                                      | 3                                      | -                                      | 32                                     | 2                                      |
| M                                      | Raynald Guegain                        | 30                                     | 3                                      | 3                                      | 2                                      | 33                                     | 5                                      |
| M                                      | Hervé Guermeur                         | 27                                     | 3                                      | 3                                      | 2                                      | 30                                     | 5                                      |
| M                                      | Pascal Leroy                           | -                                      | -                                      | -                                      |                                        | 0                                      | 0                                      |
| M                                      | Philippe Massot                        | 28                                     | 4                                      | 2                                      | -                                      | 30                                     | 4                                      |
| M                                      | André Roland                           | 32                                     | 1                                      | 3                                      | 1                                      | 35                                     | 2                                      |
| A                                      | Louis Cordewener                       | 3                                      | -                                      | -                                      | -                                      | 3                                      | 0                                      |
| A                                      | Gérard Kiffert                         | 2                                      | -                                      | -                                      | -                                      | 2                                      | 0                                      |
| A                                      | Thierry Leroy                          | 2                                      | -                                      | -                                      | -                                      | 2                                      | 0                                      |
| A                                      | Dominique Paris                        | 2                                      | -                                      | 1                                      | -                                      | 3                                      | 0                                      |
| A                                      | Yann Roux                              | 16                                     | 1                                      | 3                                      | 2                                      | 19                                     | 3                                      |

## Supporters et affluences
« La deuxième saison en Division 2 se solda par une huitième place et aussi une baisse très nette de la moyenne des spectateurs qui tomba au-dessous des 2 000. Cette année, les Lucéens se classeront difficilement dans les dix premiers. Si bien que la moyenne se situera à la fin de la saison entre 1 000 et 1 500. »

— Miroir du football, 1979

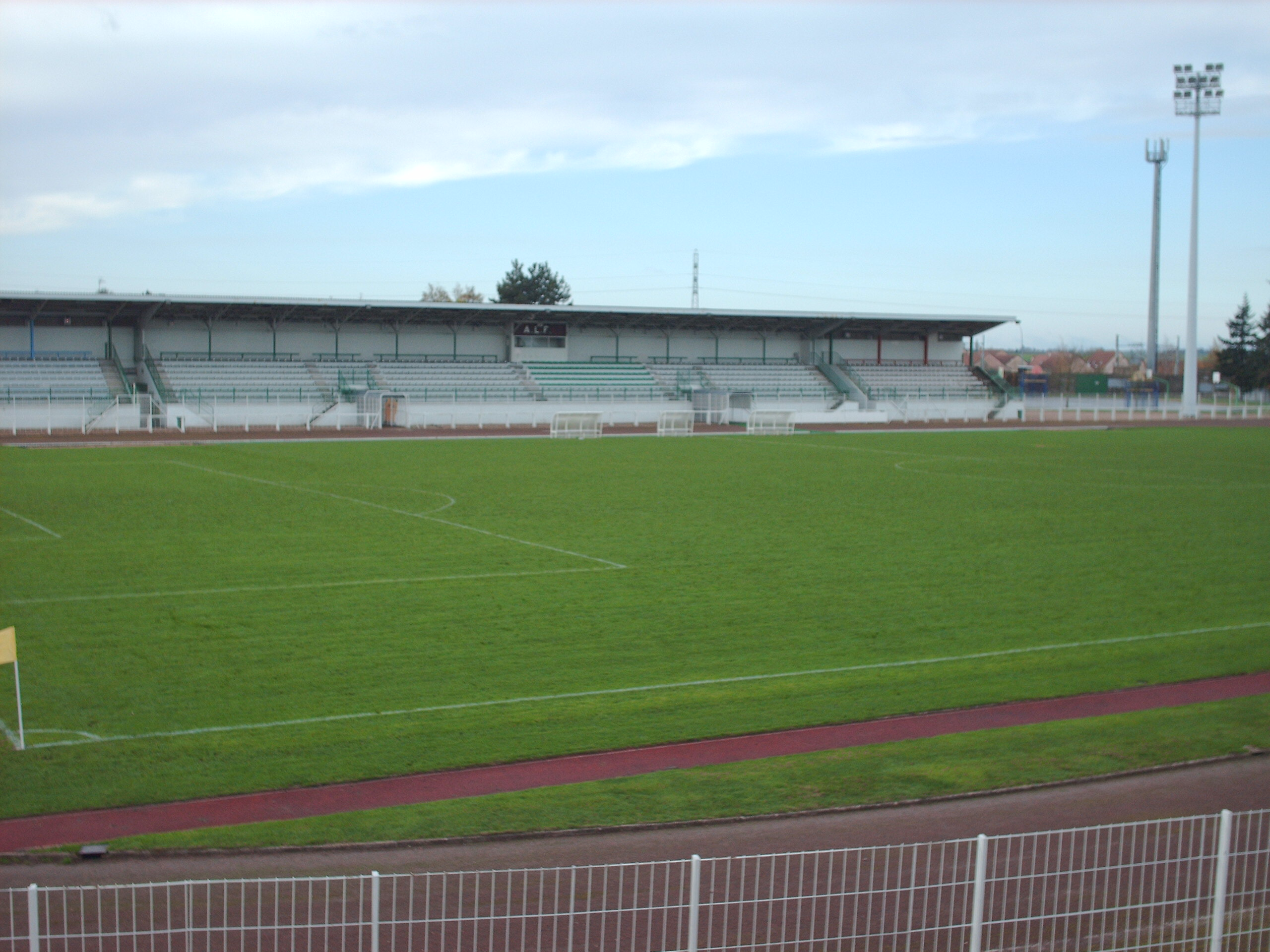
Tribune du Stade Jean-Boudrie.

Les affluences sont en très forte baisse par rapport à la première saison en deuxième division. Quand le moyenne de spectateurs au stade Jean-Boudrie est de 3 284 l'année précédente avec plus de la moitié des matchs dépassant les 3 000 entrées, un seul est dans ce cas-là en D2 1977-1978 (Paris FC, vice-champion en fin de saison, deuxième match) et la moyenne tombe à 1 759. Les trois premiers accueillent entre 2 000 et 3 000 personnes puis l'affluence baisse contre les deux futurs derniers de la poule (Caen et Nœux-les-Mines). Trois équipes prestigieuses reçues en fin d'année 1977 constituent les dernières bonnes affluences de la saison (Stade rennais, Red Star et Lille). Avec le froid de l’hiver, moins de mille entrées sont faites en janvier et février contre Quimper, Nœux-les-Mines en Coupe nationale puis Boulogne pour la plus faible affluence de l'année (795 personnes). La réception de Nantes (voir ci-après) et le retour de la chaleur ramène un millier de personnes qui monte à 1 500 pour le derby contre le FC Tours.
En Coupe de France, face au FC Nantes en seizième de finale, Lucé est censé accueillir le match aller et 10 000 billets sont vendus (plus de dix fois l'affluence d'alors en championnat). Mais la neige fait inverser les rencontres par la FFF. Le 25 février 1978, plus de 9 000 personnes s'entassent dans les tribunes, gradins et sur plusieurs rangs autour de la main courante du stade Jean-Boudrie,. Pour le match retour, près de 9 800 billets sont vendus, obligeant à former plusieurs rangs de spectateurs autour de la main courante, les deux tribunes débordant. Le record d'affluence (6.500 spectateurs pour Lucé-Strasbourg de la saison 76-77) est exploser. S'il est annoncé plus de 9.788 spectateurs (pour une recette de 349.000 francs), c'est sans compter les jeunes, passés gratuitement, et ceux qui ont resquillé.

## Autres équipes
L'équipe réserve de l'Amicale de Lucé, en tant que promue en Promotion d'Honneur (PH, second échelon régional) de la Ligue du Centre, remporte le championnat 1977-1978 et obtient une seconde promotion de suite.
L'équipe C, promue en deuxième division départementale du district d'Eure-et-Loir, termine huitième du groupe 1.
L'équipe D, créée la saison précédente remporte sa poule 2 de quatrième et dernière division départementale et monte en troisième division.
Pour cette saison 1977-1978, une cinquième équipe senior est engagée et démarre en quatrième et dernière division départementale, dont elle obtient la quatrième place de la poule 3. L'équipe n'est pas réengagée pour l'exercice 1978-1979.
| Équipe                                                | Niveau        | Division    | Échelon  | Pos    | Pts      | J  | G | N | P | Bp | Bc | Diff |
| ----------------------------------------------------- | ------------- | ----------- | -------- | ------ | -------- | -- | - | - | - | -- | -- | ---- |
| Équipe réserve                                        | régional      | PH          | 6e div.  | 1er/12 | 57 pts   | 22 |   |   |   | 46 | 21 | +25  |
| Équipe C                                              | départemental | 2D - grp. 1 | 10e div. | 8e/12  | 44 pts-1 | 22 |   |   |   |    |    |      |
| Équipe D                                              | départemental | 4D - grp. 2 | 12e div. | 1er/10 | 47 pts   | 18 |   |   |   |    |    |      |
| Équipe E                                              | départemental | 4D - grp. 3 | 12e div. | 4e/11  | 42 pts   | 20 |   |   |   |    |    |      |
| Victoire = 3 pts, match nul = 2 pts et défaite = 1 pt |               |             |          |        |          |    |   |   |   |    |    |      |